# Короткоухий прыгунчик
Короткоухий прыгунчик, или обыкновенный слоновый  прыгунчик, или  малый чёрный щелезуб (лат. Macroscelides proboscideus) — вид африканских млекопитающих из семейства прыгунчиковых (Macroscelidae).

## Внешний вид
Размеры наименьшие в семействе прыгунчиковых: длина тела взрослой особи — 9,5—12,4 см, хвоста — 9,7—13 см, масса — 40—50 г. Внешний облик короткоухого прыгунчика в целом типичен для прыгунчиков; отличительной чертой является то, что его уши меньше и сильнее закруглены, чем у других видов. Мордочка тонкая, сильно вытянута. Волосяной покров длинный и мягкий. Окрас на верхней стороне тела — от песчано-бурого до оранжево-жёлтого с различными оттенками, на нижней — более светлый, серовато-белый. Отсутствуют характерные для прыгунчиков светлые кольца вокруг глаз. Хвост хорошо опушенный, с различимой пахучей железой на нижней стороне. Первый палец на задних конечностях уменьшен и снабжён когтем. У самки 3 пары сосков. Отличительной чертой черепа являются крупные костные слуховые буллы. Зубов 40.

## Образ жизни
Короткоухий прыгунчик населяет кустарниковые саванны и полупустыни юго-запада Южной Африки, обитая в Намибии, Южной Ботсване и ЮАР. Площадь его распространения превышает 500 000 км².
Образ жизни преимущественно дневной, активны даже в жаркие часы дня, когда прыгунчики любят греться на солнце или принимать пылевые ванны. Угроза со стороны природных хищников (особенно хищных птиц) может заставить их изменить режим и отправляться на поиски пищи в сумерках, днём прячась среди растительности. Убежищем им обычно служат пустующие норы грызунов или норы, вырытые самим прыгунчиком в песчаной почве. Держится преимущественно поодиночке и только во время брачного сезона — парами. Территория, занимаемая прыгунчиком, обычно достигает 1 км².
Питается короткоухий прыгунчик насекомыми, в основном муравьями и термитами, и другими мелкими беспозвоночными. Также употребляют некоторое количество растительной пищи — побеги растений, корни и ягоды.

### Размножение
В природе прыгунчик ведет одиночный образ жизни, хотя в неволе может жить парами. Сезон размножения приходится на август-сентябрь. Беременность длится 56—61 дней и заканчивается рождением 2 (реже 1) детёнышей. Для родов самки не устраивают гнёзд; потомство производится на свет в простом укрытии или норе. Детёныши рождаются хорошо развитыми, с открытыми глазами и покрытые шерстью; через несколько часов после рождения они уже способны бегать. Самка не охраняет потомство, возвращаясь к нему лишь 1 раз в сутки, чтобы покормить молоком. На 16—25-й день после рождения детёныши покидают убежище и переходят к взрослой жизни. Половой зрелости достигают к 43 дню.
В природе продолжительность жизни короткоухого прыгунчика невелика — 1—2 года, в неволе — 3—4 года.

## Статус популяции
В 1996 году короткоухий прыгунчик был занесён в Красный список МСОП со статусом «уязвимый вид» (Vulnerable). Однако в 2003 году статус был изменён на «вид вне опасности» (Least Concern), поскольку, невзирая на малую плотность популяции, данный вид расселён на огромной территории, большую часть которой занимают засушливые (аридные) районы, в меньшей степени подверженные антропогенному преобразованию. Неблагоприятно на положении данного вида могут сказаться процессы опустынивания саванн.

## Подвиды
Различают 2 подвида короткоухого прыгунчика (Macroscelides proboscideus):
- M. proboscideus proboscideus
- M. proboscideus flavicaudatus — согласно последним данным выделен в отдельный вид M.  flavicaudatus[4]

## Фото

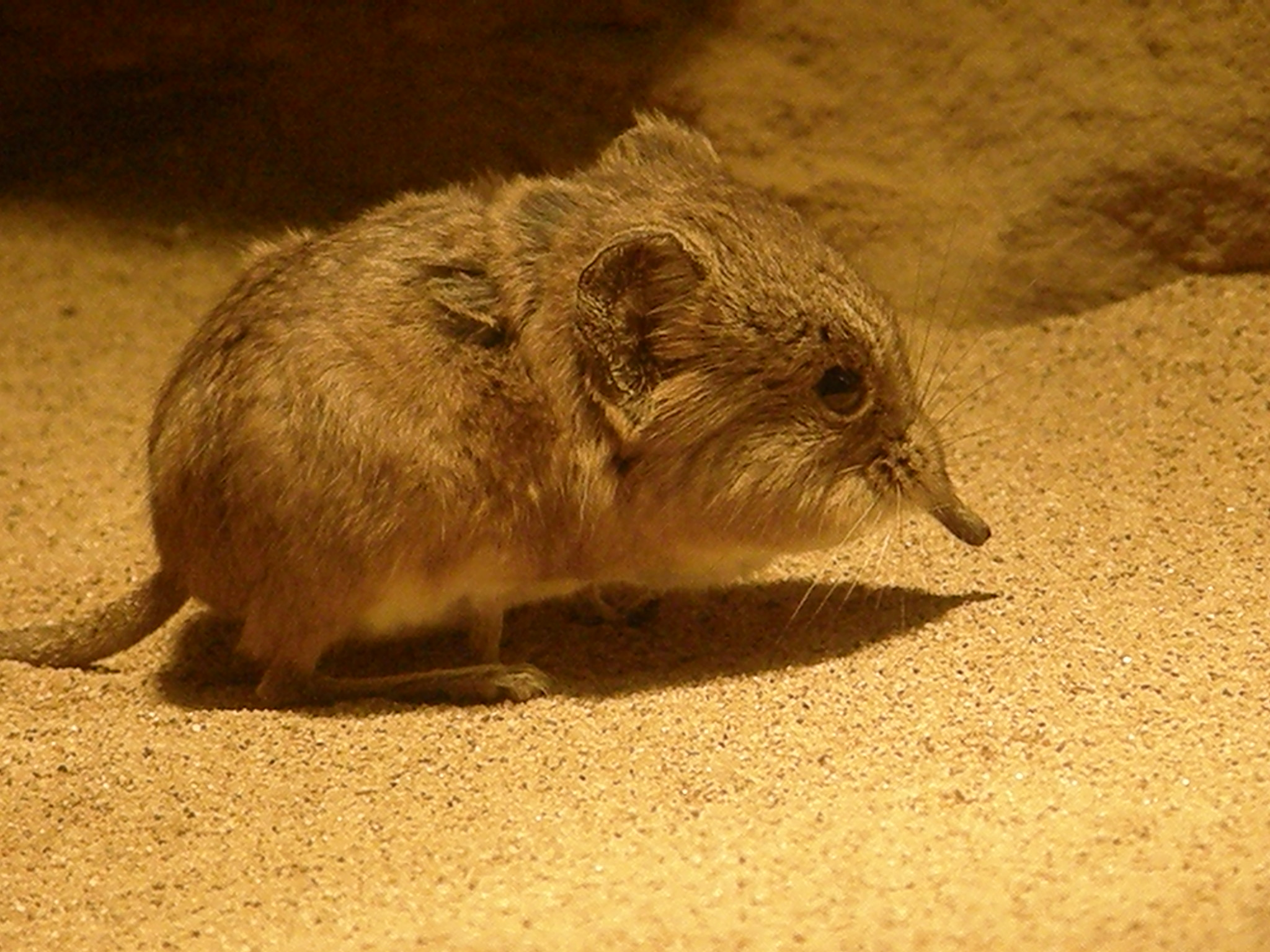
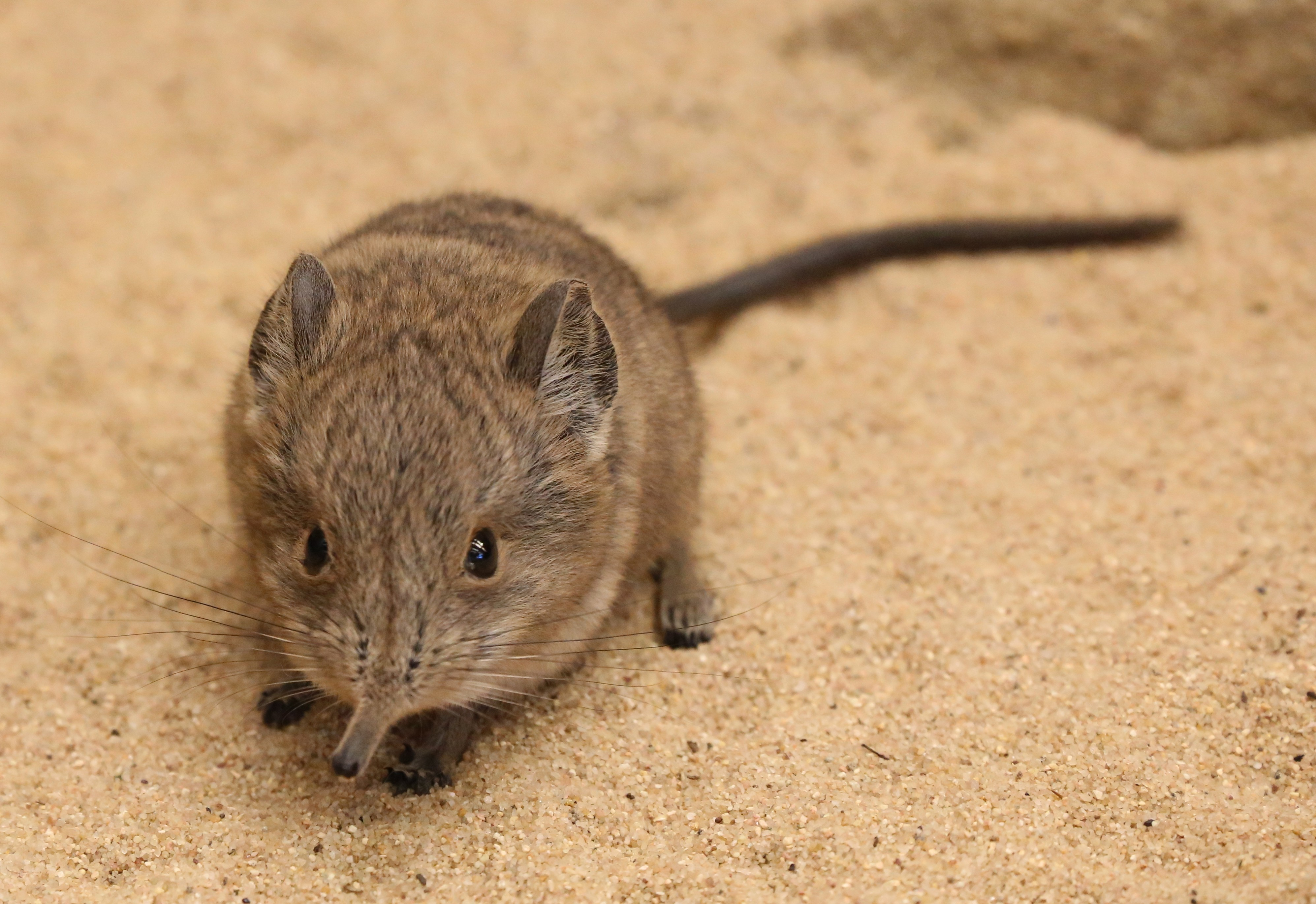
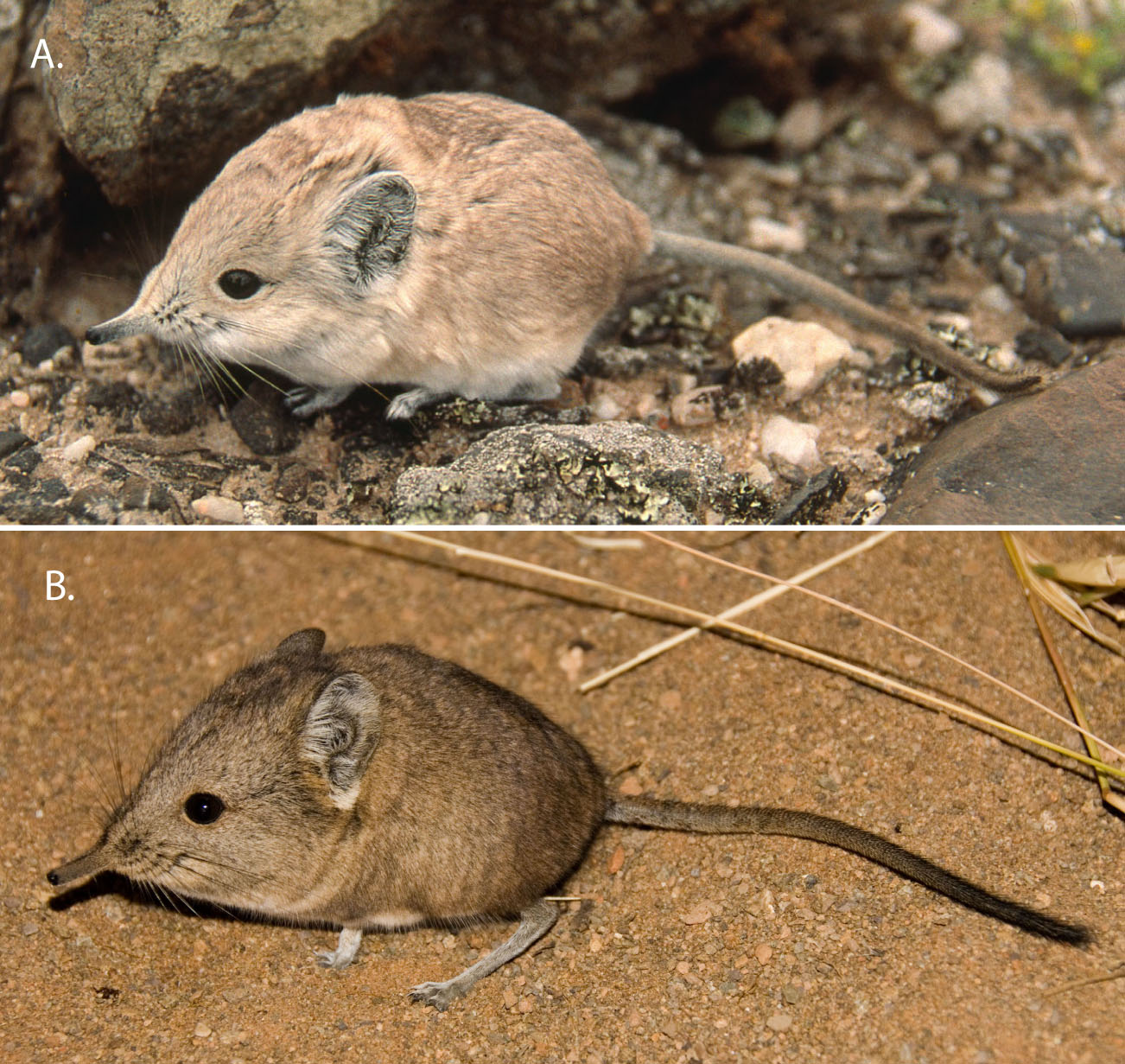
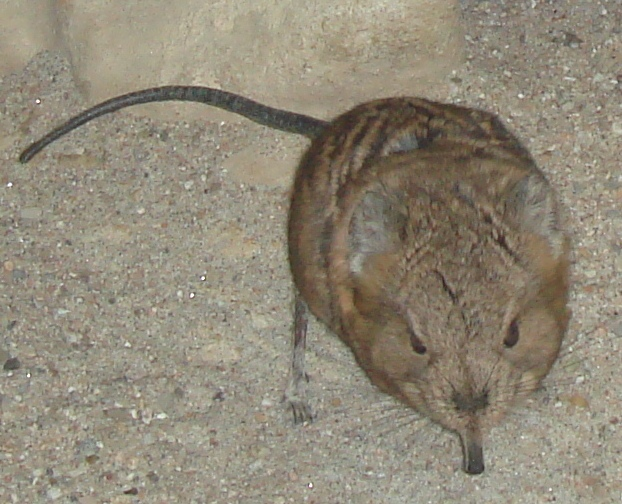
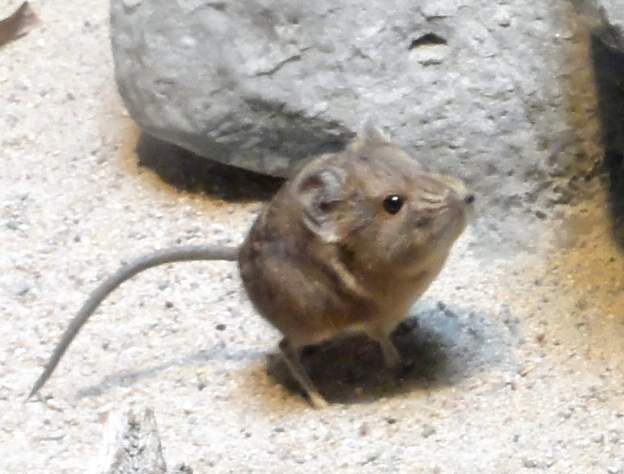
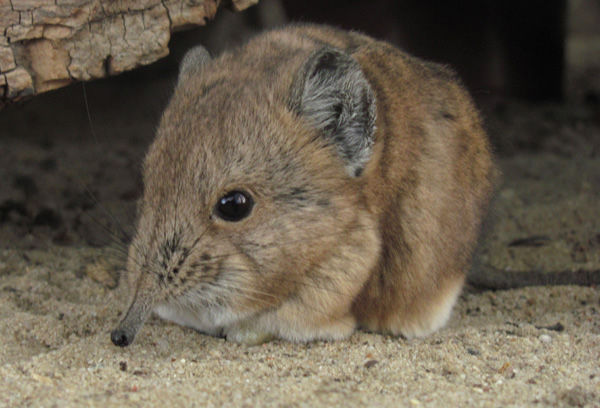
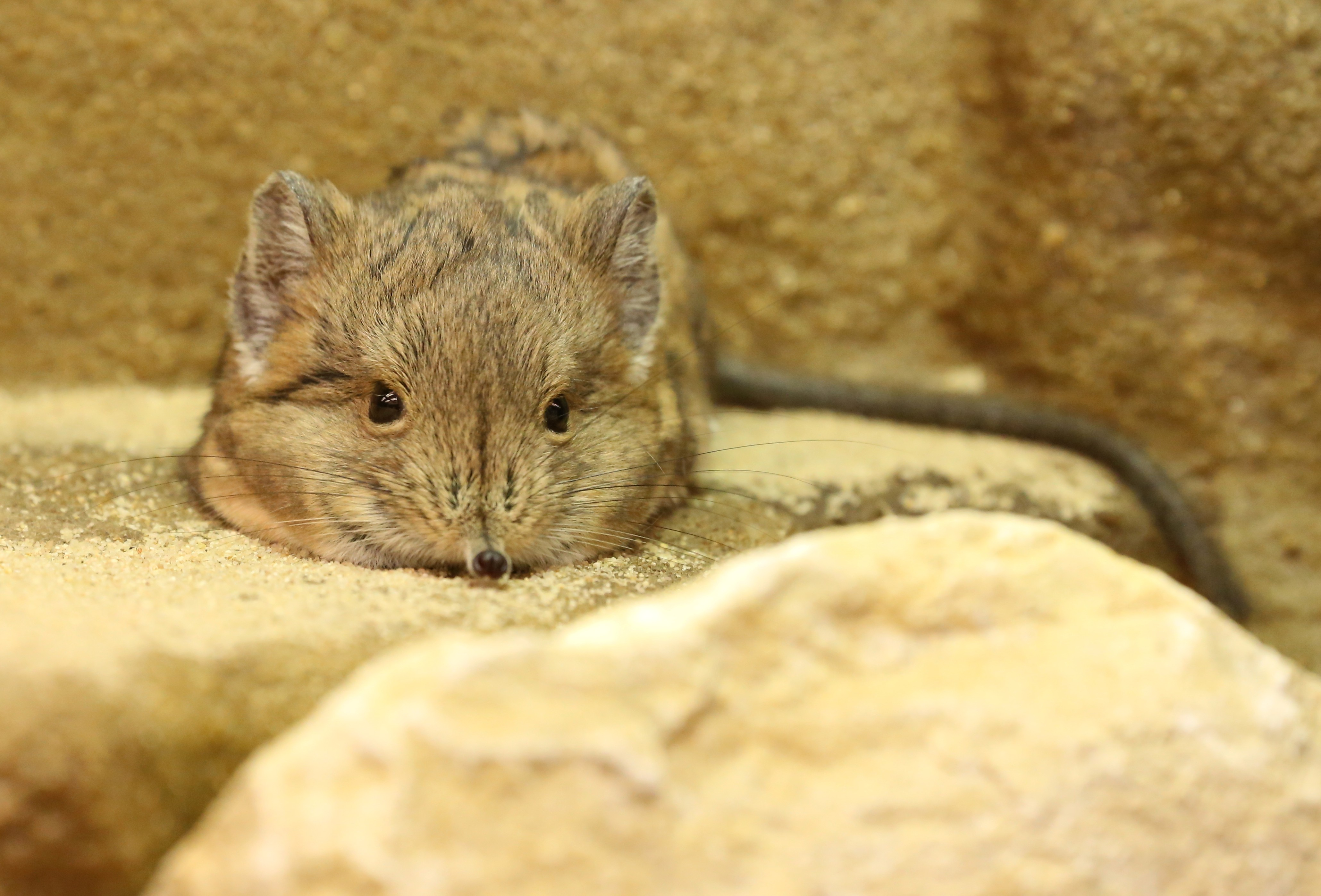